# Federació de Futbol de les Illes Verges Nord-americanes
L'Associació de Futbol de les Illes Verges Nord-americanes, també coneguda com a Federació de Futbol de les Illes Verges Nord-americanes o per l'acrònim USVISA (United States Virgin Islands Soccer Association, en anglès), és l'òrgan de govern del futbol a les Illes Verges Nord-americanes. Va ser fundada l'any 1987 i, des de 1998, està afiliada a la Confederació del Nord, Centreamèrica i el Carib de Futbol Associació (CONCACAF), a la Federació Internacional de Futbol Associació (FIFA) i a la Unió Caribenya de Futbol (CFU).
Des de la temporada 2018/19, la Premier League és la principal competició de futbol de les Illes Verges Nord-americanes. Anteriorment hi havia dues competicions de lliga, la St. Croix Soccer League, que la disputaven els principals clubs de l'illa de Saint Croix', i la St. Thomas League, que la disputaven els principals clubs de les illes de Saint Thomas i de Saint John. Els campions de cada lliga jugaven l'eliminatòria a partit únic per determinar el campió final de la temporada.
Del 1996 al 2003, les Illes Verges Americanes i les Illes Verges Britàniques van organitzar el Campionat de les Illes Verges (Virgin Islands Championship, en anglès). El jugaven dos equips de les Illes Verges Americanes (St. Croix i St. Thomas) i dos equips de les Illes Britàniques (Tórtola i Virgin Gorda).
La selecció nacional absoluta mai no ha aconseguit classificar-se per a disputar cap competició important i ocupa un dels darrers llocs del rànquing Fifa.